# Bevölkerungsstruktur in Entwicklungsländern

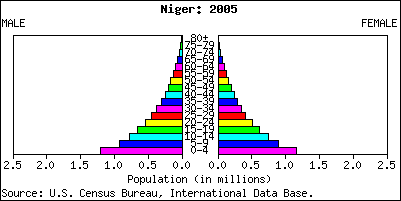
Bevölkerungspyramide von Niger (2005) – typische Form für ein Entwicklungsland, viele Kinder, niedrige Lebenserwartung

Die Bevölkerungsstruktur in Entwicklungsländern unterscheidet sich wesentlich von der Bevölkerungsstruktur in Industrieländern. Bei der Untersuchung beschränkt man sich im Wesentlichen auf den Altersaufbau der Bevölkerung und die durchschnittliche Lebenserwartung. Der vorherrschende Altersaufbau in den Entwicklungsländern beschreibt eine Dreiecks- oder Pagodenform. Diese Form ergibt sich durch das für Entwicklungsländer typische Abnehmen der Bevölkerungszahl je Altersgruppe mit steigendem Alter, eine hohe Geburtenrate sowie eine hohe Säuglings- und Kindersterblichkeit.

5-phasiges Modell des demografischen Übergangs

Im fünfphasigen Modell des demografischen Übergangs befinden sich die meisten Entwicklungsländer in Phase 2 oder 3: hohe Geburtenrate und hohe, aber meist abnehmende Sterblichkeit.
Die hohe Geburtenrate ist auf verschiedene Faktoren zurückzuführen:
- hohe Kindersterblichkeit
- schlechte Bildung, vor allem der Frauen
- fehlende oder unzureichende Verhütungsmaßnahmen
- traditionelle und religiöse Wertvorstellungen (Kinder als Statussymbol)

Die hohe Sterblichkeit ist durch eine schlechte Versorgungslage, schlechte hygienische Zustände und die fehlende medizinische Betreuung begründet. Auch Bürgerkriege und militärische Auseinandersetzungen in Entwicklungsländern tragen zur hohen Sterblichkeit bei. Trotzdem nahm die Säuglings- und Kindersterblichkeit in den letzten Jahren in allen Entwicklungsländern ab, was durch die weiter auf hohem Niveau verbleibende Geburtenrate zu einer sogenannten Bevölkerungsexplosion in den betreffenden Ländern führte.
Das derzeitige Wachstum der Weltbevölkerung in Zusammenhang mit der Frage nach der Tragfähigkeit der Erde gilt als eine der zentralen Herausforderungen unserer Zeit. Inzwischen ist allerdings eine Verlangsamung des Wachstums erreicht worden. Ende der 1980er Jahre betrug das absolute Wachstum der Weltbevölkerung noch 86 Millionen im Jahr, diese Rate wird sich bis 2050 voraussichtlich auf 33 Millionen im Jahr verringern. Dabei findet 98 % dieses Wachstums in den Entwicklungsländern statt.